# Linh vật Đại hội Thể thao châu Á
Mỗi kỳ Asiad kể từ năm 1951 tại New Delhi & Asian Indoor Games kể từ năm 2005 tại Băng Cốc đều lấy hình ảnh một vật riêng làm đại diện cho mình, gọi là linh vật (tiếng Anh: mascot). Mỗi linh vật là một biểu tượng vui, thể hiện rõ nét văn hoá của thành phố đăng cai Asiad hoặc AIGs và tính chất thể thao thời kỳ đó.
| Kỳ   | Điểm đến | Linh vật | Mô tả |
| 2005 | Băng Cốc | Con Voi  | Chú voi xanh tên Hey và vàng tên Há. Cả hai là đại diện cho sự náo nhiệt, vui tươi & thư thái, do đó phản ánh bản chất tốt đẹp của AIGs 1. |
| 2006 | Doha     | Oryx     | Ủy ban tổ chức Đại hội Thể thao châu Á Doha đã chọn Oryx, chú linh dương Oryx xứ Qatar, làm linh vật chính thức cho ASIAD 2006. Linh dương Oryx là một loài động vật đang có nguy cơ bị diệt chủng, nhưng may nhờ sự bảo vệ tích cực của một số nhóm bảo vệ môi trường, một lượng Oryx đã có thể được thả lại về với thiên nhiên. Sự lựa chọn Oryx cũng để gửi đi thông điệp hòa bình, sự có trách nhiệm và nét vui vẻ đến đại hội. |
| 2007 | Ma Cao   | Mei Mei  | Hình ảnh này liên quan tới chú chim có tên là Mei Mei. Hàng năm, loài chim này thường di chú tại Ma Cao. Chúng thường bay vút lên cao vào trong bầu trời. Hình ảnh Mei Mei tượng trưng cho Ma Cao với tinh thần đổi mới vô tận. Với hy vọng nước chủ nhà có thể gây bất ngờ tại AIGs 2. |
| 2009 | Hà Nội   | Gà Hồ    | Gà Hồ là một giống gà quý ở phía Bắc Việt Nam là một giống gà Việt thuần chủng. Biểu tượng vui được thiết kế với hình ảnh chú gà Hồ đang vươn mình đón nắng mặt trời như Thể thao Việt Nam hân hoan đón chào AIGs 3. Chú gà mặc bộ trang phục thể thao khoẻ khoắn, với tay trái giang rộng đón chào bè bạn quốc tế, tay phải hình chữ V thể hiện niềm tin chiến thắng. Giữa áo là biểu tượng mặt trời đỏ Hội đồng thể thao châu Á nằm sát cổ áo tạo thành hình tượng chiếc huy chương danh giá nhất của kỳ Đại hội. Chiếc huy chương này là niềm khát khao chiến thắng của các vãn động viên tham dự. |